# Éliminatoires de la Coupe du monde masculine de basket-ball 2027
Navigation
Édition précédente Édition suivante
Les qualifications pour la Coupe du monde de basketball FIBA 2027 mettent aux prises les équipes nationales de basket-ball membres de la FIBA afin de désigner les 32 d'entre elles qui disputeront la phase finale organisée au Qatar.

## Déroulement
À l'instar des qualifications pour la Coupe du monde de basket-ball FIBA 2019 et 2023, les matches se dérouleront dans six fenêtres sur une période de 15 mois dans toutes les régions de la FIBA. 80 équipes nationales s'affronteront lors du processus de qualification. Le calendrier des six fenêtres est le suivant:
| Fenêtres | Dates                         |
| -------- | ----------------------------- |
| 1        | 24 novembre – 2 décembre 2025 |
| 2        | 23 février – 3 mars 2026      |
| 3        | 29 juin – 7 juillet 2026      |
| 4        | 24 août – 1 septembre 2026    |
| 5        | 23 novembre – 1 décembre 2026 |
| 6        | 22 février – 2 mars 2027      |

## Équipes qualifiées
| Mode de qualification               | Places | Date de qualification | Nations qualifiées | Nombre de participations | Dernière participation | Meilleur résultat |
| ----------------------------------- | ------ | --------------------- | ------------------ | ------------------------ | ---------------------- | ----------------- |
| Pays hôte de la Coupe du monde 2025 | 1      | 28 avril 2023         | Qatar              | 2e                       | 2006 (21e place)       | 21e place (2006)  |

## Format des qualifications
Le format des qualifications pour la Coupe du Monde FIBA 2027 est resté inchangé, avec six fenêtres sur une période de 15 mois dans les quatre régions d'Afrique, des Amériques, d'Asie (y compris l'Océanie) et d'Europe. Les qualifications se sont déroulées de novembre 2025 à mars 2027 avec 80 équipes nationales en compétition pour une place dans la Coupe du monde.
La route vers la Coupe du monde 2027 commencera en février 2024 avec le début des pré-qualifications européennes, qui se termineront en août 2024.
Le tirage au sort des éliminatoires aura lieu début 2025 à Doha.
| FIBA Zone                                 | Engagés | Places        |
| ----------------------------------------- | ------- | ------------- |
| FIBA Afrique                              | 16      | 5             |
| FIBA Amériques                            | 16      | 7             |
| FIBA Asie et FIBA Océanie                 | 16      | 7 + le Qatar* |
| FIBA Europe                               | 32      | 12            |
| Total incluant le Qatar qualifié d'office | 80      | 32            |

* Le Qatar est qualifié d'office en tant que pays organisateur de l'événement.

## Calendrier

### Éliminatoires de la Coupe du monde de basketball FIBA 2027: zone Afrique
Les 16 équipes participant au Championnat d'Afrique masculin de basket-ball 2025 (FIBA AfroBasket 2025) sont engagées au premier tour de qualification pour la zone Afrique :
- Angola
- Cameroun
- Cap-Vert
- Côte d'Ivoire
- Égypte
- Guinée
- Libye
- Madagascar
- Mali
- Nigeria
- Ouganda
- Rwanda
- RD Congo
- Sénégal
- Soudan du Sud
- Tunisie

#### Premier tour

##### Groupe A
| Rang | Équipe        | Pts | J | G | P | Pp | Pc | Diff |  | Résultats (dom.\ext.) |   |   |   |   |
| ---- | ------------- | --- | - | - | - | -- | -- | ---- |  | --------------------- | - | - | - | - |
| 1    | Cameroun      | 0   | 0 | 0 | 0 | 0  | 0  |      |  | Cameroun              |   | - | - | - |
| 2    | Soudan du Sud | 0   | 0 | 0 | 0 | 0  | 0  |      |  | Soudan du Sud         | - |   | - | - |
| 3    | Libye         | 0   | 0 | 0 | 0 | 0  | 0  |      |  | Libye                 | - | - |   | - |
| 4    | Cap-Vert      | 0   | 0 | 0 | 0 | 0  | 0  |      |  | Cap-Vert              | - | - | - |   |

##### Groupe B
| Rang | Équipe        | Pts | J | G | P | Pp | Pc | Diff |  | Résultats (dom.\ext.) |   |   |   |   |
| ---- | ------------- | --- | - | - | - | -- | -- | ---- |  | --------------------- | - | - | - | - |
| 1    | Sénégal       | 0   | 0 | 0 | 0 | 0  | 0  |      |  | Sénégal               |   | - | - | - |
| 2    | RD Congo      | 0   | 0 | 0 | 0 | 0  | 0  |      |  | RD Congo              | - |   | - | - |
| 3    | Madagascar    | 0   | 0 | 0 | 0 | 0  | 0  |      |  | Madagascar            | - | - |   | - |
| 4    | Côte d'Ivoire | 0   | 0 | 0 | 0 | 0  | 0  |      |  | Côte d'Ivoire         | - | - | - |   |

##### Groupe C
| Rang | Équipe  | Pts | J | G | P | Pp | Pc | Diff |  | Résultats (dom.\ext.) |   |   |   |   |
| ---- | ------- | --- | - | - | - | -- | -- | ---- |  | --------------------- | - | - | - | - |
| 1    | Nigeria | 0   | 0 | 0 | 0 | 0  | 0  |      |  | Nigeria               |   | - | - | - |
| 2    | Rwanda  | 0   | 0 | 0 | 0 | 0  | 0  |      |  | Rwanda                | - |   | - | - |
| 3    | Guinée  | 0   | 0 | 0 | 0 | 0  | 0  |      |  | Guinée                | - | - |   | - |
| 4    | Tunisie | 0   | 0 | 0 | 0 | 0  | 0  |      |  | Tunisie               | - | - | - |   |

##### Groupe D
| Rang | Équipe  | Pts | J | G | P | Pp | Pc | Diff |  | Résultats (dom.\ext.) |   |   |   |   |
| ---- | ------- | --- | - | - | - | -- | -- | ---- |  | --------------------- | - | - | - | - |
| 1    | Mali    | 0   | 0 | 0 | 0 | 0  | 0  |      |  | Mali                  |   | - | - | - |
| 2    | Angola  | 0   | 0 | 0 | 0 | 0  | 0  |      |  | Angola                | - |   | - | - |
| 3    | Ouganda | 0   | 0 | 0 | 0 | 0  | 0  |      |  | Ouganda               | - | - |   | - |
| 4    | Égypte  | 0   | 0 | 0 | 0 | 0  | 0  |      |  | Égypte                | - | - | - |   |

#### Second tour

##### Groupe E
| Rang | Équipe | Pts | J | G | P | Pp | Pc | Diff |  | Résultats (dom.\ext.) |   |   |   |   |   |   |
| ---- | ------ | --- | - | - | - | -- | -- | ---- |  | --------------------- | - | - | - | - | - | - |
| 1    | A1     | 0   | 0 | 0 | 0 | 0  | 0  |      |  | A1                    |   | - | - | - | - | - |
| 2    | A2     | 0   | 0 | 0 | 0 | 0  | 0  |      |  | A2                    | - |   | - | - | - | - |
| 3    | A3     | 0   | 0 | 0 | 0 | 0  | 0  |      |  | A3                    | - | - |   | - | - | - |
| 4    | C1     | 0   | 0 | 0 | 0 | 0  | 0  |      |  | C1                    | - | - | - |   | - | - |
| 5    | C2     | 0   | 0 | 0 | 0 | 0  | 0  |      |  | C2                    | - | - | - | - |   | - |
| 6    | C3     | 0   | 0 | 0 | 0 | 0  | 0  |      |  | C3                    | - | - | - | - | - |   |

##### Groupe F
| Rang | Équipe | Pts | J | G | P | Pp | Pc | Diff |  | Résultats (dom.\ext.) |   |   |   |   |   |   |
| ---- | ------ | --- | - | - | - | -- | -- | ---- |  | --------------------- | - | - | - | - | - | - |
| 1    | B1     | 0   | 0 | 0 | 0 | 0  | 0  |      |  | B1                    |   | - | - | - | - | - |
| 2    | B2     | 0   | 0 | 0 | 0 | 0  | 0  |      |  | B2                    | - |   | - | - | - | - |
| 3    | B3     | 0   | 0 | 0 | 0 | 0  | 0  |      |  | B3                    | - | - |   | - | - | - |
| 4    | D1     | 0   | 0 | 0 | 0 | 0  | 0  |      |  | D1                    | - | - | - |   | - | - |
| 5    | D2     | 0   | 0 | 0 | 0 | 0  | 0  |      |  | D2                    | - | - | - | - |   | - |
| 6    | D3     | 0   | 0 | 0 | 0 | 0  | 0  |      |  | D3                    | - | - | - | - | - |   |

##### Départage du meilleur troisième
| Rang | Équipe | Pts | J | G | P | Pp | Pc | Diff |
| ---- | ------ | --- | - | - | - | -- | -- | ---- |
| 1    |        | 0   | 0 | 0 | 0 | 0  | 0  |      |
| 2    |        | 0   | 0 | 0 | 0 | 0  | 0  |      |

### Éliminatoires de la Coupe du monde de basketball FIBA 2027: zone Amériques
16 équipes participent au premier tour de qualification pour la zone Amériques.
L'ensemble des 12 équipes participant à la Coupe des Amériques masculine de basket-ball 2025 (FIBA AmeriCup 2025) :
- Argentine
- Bahamas
- Brésil
- Canada
- Colombie
- États-Unis
- République dominicaine
- Nicaragua
- Panama
- Porto Rico
- Uruguay
- Venezuela

Les 4 équipes qualifiés via les pré-qualifications :
- Chili
- Cuba
- Jamaïque
- Mexique

#### Premier tour

##### Groupe A
| Rang | Équipe                 | Pts | J | G | P | Pp | Pc | Diff |  | Résultats (dom.\ext.)  |   |   |   |   |
| ---- | ---------------------- | --- | - | - | - | -- | -- | ---- |  | ---------------------- | - | - | - | - |
| 1    | États-Unis             | 0   | 0 | 0 | 0 | 0  | 0  |      |  | États-Unis             |   | - | - | - |
| 2    | République dominicaine | 0   | 0 | 0 | 0 | 0  | 0  |      |  | République dominicaine | - |   | - | - |
| 3    | Mexique                | 0   | 0 | 0 | 0 | 0  | 0  |      |  | Mexique                | - | - |   | - |
| 4    | Nicaragua              | 0   | 0 | 0 | 0 | 0  | 0  |      |  | Nicaragua              | - | - | - |   |

##### Groupe B
| Rang | Équipe     | Pts | J | G | P | Pp | Pc | Diff |  | Résultats (dom.\ext.) |   |   |   |   |
| ---- | ---------- | --- | - | - | - | -- | -- | ---- |  | --------------------- | - | - | - | - |
| 1    | Porto Rico | 0   | 0 | 0 | 0 | 0  | 0  |      |  | Porto Rico            |   | - | - | - |
| 2    | Canada     | 0   | 0 | 0 | 0 | 0  | 0  |      |  | Canada                | - |   | - | - |
| 3    | Bahamas    | 0   | 0 | 0 | 0 | 0  | 0  |      |  | Bahamas               | - | - |   | - |
| 4    | Jamaïque   | 0   | 0 | 0 | 0 | 0  | 0  |      |  | Jamaïque              | - | - | - |   |

##### Groupe C
| Rang | Équipe    | Pts | J | G | P | Pp | Pc | Diff |  | Résultats (dom.\ext.) |   |   |   |   |
| ---- | --------- | --- | - | - | - | -- | -- | ---- |  | --------------------- | - | - | - | - |
| 1    | Brésil    | 0   | 0 | 0 | 0 | 0  | 0  |      |  | Brésil                |   | - | - | - |
| 2    | Venezuela | 0   | 0 | 0 | 0 | 0  | 0  |      |  | Venezuela             | - |   | - | - |
| 3    | Colombie  | 0   | 0 | 0 | 0 | 0  | 0  |      |  | Colombie              | - | - |   | - |
| 4    | Chili     | 0   | 0 | 0 | 0 | 0  | 0  |      |  | Chili                 | - | - | - |   |

##### Groupe D
| Rang | Équipe    | Pts | J | G | P | Pp | Pc | Diff |  | Résultats (dom.\ext.) |   |   |   |   |
| ---- | --------- | --- | - | - | - | -- | -- | ---- |  | --------------------- | - | - | - | - |
| 1    | Argentine | 0   | 0 | 0 | 0 | 0  | 0  |      |  | Argentine             |   | - | - | - |
| 2    | Uruguay   | 0   | 0 | 0 | 0 | 0  | 0  |      |  | Uruguay               | - |   | - | - |
| 3    | Panama    | 0   | 0 | 0 | 0 | 0  | 0  |      |  | Panama                | - | - |   | - |
| 4    | Cuba      | 0   | 0 | 0 | 0 | 0  | 0  |      |  | Cuba                  | - | - | - |   |

#### Second tour

##### Groupe E
| Rang | Équipe | Pts | J | G | P | Pp | Pc | Diff |  | Résultats (dom.\ext.) |   |   |   |   |   |   |
| ---- | ------ | --- | - | - | - | -- | -- | ---- |  | --------------------- | - | - | - | - | - | - |
| 1    | A1     | 0   | 0 | 0 | 0 | 0  | 0  |      |  | A1                    |   | - | - | - | - | - |
| 2    | A2     | 0   | 0 | 0 | 0 | 0  | 0  |      |  | A2                    | - |   | - | - | - | - |
| 3    | A3     | 0   | 0 | 0 | 0 | 0  | 0  |      |  | A3                    | - | - |   | - | - | - |
| 4    | C1     | 0   | 0 | 0 | 0 | 0  | 0  |      |  | C1                    | - | - | - |   | - | - |
| 5    | C2     | 0   | 0 | 0 | 0 | 0  | 0  |      |  | C2                    | - | - | - | - |   | - |
| 6    | C3     | 0   | 0 | 0 | 0 | 0  | 0  |      |  | C3                    | - | - | - | - | - |   |

##### Groupe F
| Rang | Équipe | Pts | J | G | P | Pp | Pc | Diff |  | Résultats (dom.\ext.) |   |   |   |   |   |   |
| ---- | ------ | --- | - | - | - | -- | -- | ---- |  | --------------------- | - | - | - | - | - | - |
| 1    | B1     | 0   | 0 | 0 | 0 | 0  | 0  |      |  | B1                    |   | - | - | - | - | - |
| 2    | B2     | 0   | 0 | 0 | 0 | 0  | 0  |      |  | B2                    | - |   | - | - | - | - |
| 3    | B3     | 0   | 0 | 0 | 0 | 0  | 0  |      |  | B3                    | - | - |   | - | - | - |
| 4    | D1     | 0   | 0 | 0 | 0 | 0  | 0  |      |  | D1                    | - | - | - |   | - | - |
| 5    | D2     | 0   | 0 | 0 | 0 | 0  | 0  |      |  | D2                    | - | - | - | - |   | - |
| 6    | D3     | 0   | 0 | 0 | 0 | 0  | 0  |      |  | D3                    | - | - | - | - | - |   |

##### Départage du meilleur quatrième
| Rang | Équipe | Pts | J | G | P | Pp | Pc | Diff |
| ---- | ------ | --- | - | - | - | -- | -- | ---- |
| 1    |        | 0   | 0 | 0 | 0 | 0  | 0  |      |
| 2    |        | 0   | 0 | 0 | 0 | 0  | 0  |      |

### Éliminatoires de la Coupe du monde de basketball FIBA 2027: zone Asie/Océanie

#### Équipes engagées
Les 16 équipes participant à la Coupe d'Asie masculine de basket-ball 2025 (FIBA Asia Cup 2025) sont engagées au premier tour de qualification pour la zone Asie-Pacifique :
- Arabie saoudite
- Australie
- Chine
- Corée du Sud
- Guam
- Inde
- Iran
- Irak
- Japon
- Jordanie
- Liban
- Nouvelle-Zélande
- Philippines
- Qatar (qualifié d'office mais dispute les éliminatoires)
- Syrie
- Taïwan (Taipei chinois)

#### Premier tour

##### Groupe A
| Rang | Équipe           | Pts | J | G | P | Pp | Pc | Diff |  | Résultats (dom.\ext.) |   |   |   |   |
| ---- | ---------------- | --- | - | - | - | -- | -- | ---- |  | --------------------- | - | - | - | - |
| 1    | Australie        | 0   | 0 | 0 | 0 | 0  | 0  |      |  | Australie             |   | - | - | - |
| 2    | Nouvelle-Zélande | 0   | 0 | 0 | 0 | 0  | 0  |      |  | Nouvelle-Zélande      | - |   | - | - |
| 3    | Philippines      | 0   | 0 | 0 | 0 | 0  | 0  |      |  | Philippines           | - | - |   | - |
| 4    | Guam             | 0   | 0 | 0 | 0 | 0  | 0  |      |  | Guam                  | - | - | - |   |

##### Groupe B
| Rang | Équipe       | Pts | J | G | P | Pp | Pc | Diff |  | Résultats (dom.\ext.) |   |   |   |   |
| ---- | ------------ | --- | - | - | - | -- | -- | ---- |  | --------------------- | - | - | - | - |
| 1    | Japon        | 0   | 0 | 0 | 0 | 0  | 0  |      |  | Japon                 |   | - | - | - |
| 2    | Chine        | 0   | 0 | 0 | 0 | 0  | 0  |      |  | Chine                 | - |   | - | - |
| 3    | Corée du Sud | 0   | 0 | 0 | 0 | 0  | 0  |      |  | Corée du Sud          | - | - |   | - |
| 4    | Taïwan       | 0   | 0 | 0 | 0 | 0  | 0  |      |  | Taïwan                | - | - | - |   |

##### Groupe C
| Rang | Équipe   | Pts | J | G | P | Pp | Pc | Diff |  | Résultats (dom.\ext.) |   |   |   |   |
| ---- | -------- | --- | - | - | - | -- | -- | ---- |  | --------------------- | - | - | - | - |
| 1    | Iran     | 0   | 0 | 0 | 0 | 0  | 0  |      |  | Iran                  |   | - | - | - |
| 2    | Jordanie | 0   | 0 | 0 | 0 | 0  | 0  |      |  | Jordanie              | - |   | - | - |
| 3    | Syrie    | 0   | 0 | 0 | 0 | 0  | 0  |      |  | Syrie                 | - | - |   | - |
| 4    | Irak     | 0   | 0 | 0 | 0 | 0  | 0  |      |  | Irak                  | - | - | - |   |

##### Groupe D
| Rang | Équipe          | Pts | J | G | P | Pp | Pc | Diff |  | Résultats (dom.\ext.) |   |   |   |   |
| ---- | --------------- | --- | - | - | - | -- | -- | ---- |  | --------------------- | - | - | - | - |
| 1    | Liban           | 0   | 0 | 0 | 0 | 0  | 0  |      |  | Liban                 |   | - | - | - |
| 2    | Arabie saoudite | 0   | 0 | 0 | 0 | 0  | 0  |      |  | Arabie saoudite       | - |   | - | - |
| 3    | Inde            | 0   | 0 | 0 | 0 | 0  | 0  |      |  | Inde                  | - | - |   | - |
| 4    | Qatar           | 0   | 0 | 0 | 0 | 0  | 0  |      |  | Qatar                 | - | - | - |   |

#### Second tour

##### Groupe E
| Rang | Équipe | Pts | J | G | P | Pp | Pc | Diff |  | Résultats (dom.\ext.) |   |   |   |   |   |   |
| ---- | ------ | --- | - | - | - | -- | -- | ---- |  | --------------------- | - | - | - | - | - | - |
| 1    | A1     | 0   | 0 | 0 | 0 | 0  | 0  |      |  | A1                    |   | - | - | - | - | - |
| 2    | A2     | 0   | 0 | 0 | 0 | 0  | 0  |      |  | A2                    | - |   | - | - | - | - |
| 3    | A3     | 0   | 0 | 0 | 0 | 0  | 0  |      |  | A3                    | - | - |   | - | - | - |
| 4    | C1     | 0   | 0 | 0 | 0 | 0  | 0  |      |  | C1                    | - | - | - |   | - | - |
| 5    | C2     | 0   | 0 | 0 | 0 | 0  | 0  |      |  | C2                    | - | - | - | - |   | - |
| 6    | C3     | 0   | 0 | 0 | 0 | 0  | 0  |      |  | C3                    | - | - | - | - | - |   |

##### Groupe F
| Rang | Équipe | Pts | J | G | P | Pp | Pc | Diff |  | Résultats (dom.\ext.) |   |   |   |   |   |   |
| ---- | ------ | --- | - | - | - | -- | -- | ---- |  | --------------------- | - | - | - | - | - | - |
| 1    | B1     | 0   | 0 | 0 | 0 | 0  | 0  |      |  | B1                    |   | - | - | - | - | - |
| 2    | B2     | 0   | 0 | 0 | 0 | 0  | 0  |      |  | B2                    | - |   | - | - | - | - |
| 3    | B3     | 0   | 0 | 0 | 0 | 0  | 0  |      |  | B3                    | - | - |   | - | - | - |
| 4    | D1     | 0   | 0 | 0 | 0 | 0  | 0  |      |  | D1                    | - | - | - |   | - | - |
| 5    | D2     | 0   | 0 | 0 | 0 | 0  | 0  |      |  | D2                    | - | - | - | - |   | - |
| 6    | D3     | 0   | 0 | 0 | 0 | 0  | 0  |      |  | D3                    | - | - | - | - | - |   |

##### Départage du meilleur quatrième
| Rang | Équipe | Pts | J | G | P | Pp | Pc | Diff |
| ---- | ------ | --- | - | - | - | -- | -- | ---- |
| 1    |        | 0   | 0 | 0 | 0 | 0  | 0  |      |
| 2    |        | 0   | 0 | 0 | 0 | 0  | 0  |      |

### Éliminatoires de la Coupe du monde de basketball FIBA 2027: zone Europe

#### Équipes engagées
Les 24 équipes participant à l'EuroBasket 2025 sont engagées au premier tour de qualification pour la zone Europe :
- Allemagne
- Belgique
- Bosnie-Herzégovine
- Chypre
- Espagne
- Estonie
- Finlande
- France
- Géorgie
- Grande-Bretagne
- Grèce
- Islande
- Israël
- Italie
- Lettonie
- Lituanie
- Monténégro
- Pologne
- Portugal
- Serbie
- Slovénie
- Suède
- Tchéquie
- Turquie

Les 8 équipes qualifiés via les pré-qualifications :
- Croatie
- Danemark
- Roumanie

#### Premier tour

##### Groupe A
| Rang | Équipe       | Pts | J | G | P | Pp | Pc | Diff |  | Résultats (dom.\ext.) |   |   |   |   |
| ---- | ------------ | --- | - | - | - | -- | -- | ---- |  | --------------------- | - | - | - | - |
| 1    | 2e Groupe G  | 0   | 0 | 0 | 0 | 0  | 0  |      |  | 2e Groupe G           |   | - | - | - |
| 2    | Géorgie      | 0   | 0 | 0 | 0 | 0  | 0  |      |  | Géorgie               | - |   | - | - |
| 3    | 1er Groupe D | 0   | 0 | 0 | 0 | 0  | 0  |      |  | 1er Groupe D          | - | - |   | - |
| 4    | Espagne      | 0   | 0 | 0 | 0 | 0  | 0  |      |  | Espagne               | - | - | - |   |

##### Groupe  B
| Rang | Équipe       | Pts | J | G | P | Pp | Pc | Diff |  | Résultats (dom.\ext.) |   |   |   |   |
| ---- | ------------ | --- | - | - | - | -- | -- | ---- |  | --------------------- | - | - | - | - |
| 1    | Grèce        | 0   | 0 | 0 | 0 | 0  | 0  |      |  | Grèce                 |   | - | - | - |
| 2    | Monténégro   | 0   | 0 | 0 | 0 | 0  | 0  |      |  | Monténégro            | - |   | - | - |
| 3    | Portugal     | 0   | 0 | 0 | 0 | 0  | 0  |      |  | Portugal              | - | - |   | - |
| 4    | 1er Groupe E | 0   | 0 | 0 | 0 | 0  | 0  |      |  | 1er Groupe E          | - | - | - |   |

##### Groupe C
| Rang | Équipe             | Pts | J | G | P | Pp | Pc | Diff |  | Résultats (dom.\ext.) |   |   |   |   |
| ---- | ------------------ | --- | - | - | - | -- | -- | ---- |  | --------------------- | - | - | - | - |
| 1    | Serbie             | 0   | 0 | 0 | 0 | 0  | 0  |      |  | Serbie                |   | - | - | - |
| 2    | Turquie            | 0   | 0 | 0 | 0 | 0  | 0  |      |  | Turquie               | - |   | - | - |
| 3    | Bosnie-Herzégovine | 0   | 0 | 0 | 0 | 0  | 0  |      |  | Bosnie-Herzégovine    | - | - |   | - |
| 4    | 2e Groupe D        | 0   | 0 | 0 | 0 | 0  | 0  |      |  | 2e Groupe D           | - | - | - |   |

##### Groupe D
| Rang | Équipe          | Pts | J | G | P | Pp | Pc | Diff |  | Résultats (dom.\ext.) |   |   |   |   |
| ---- | --------------- | --- | - | - | - | -- | -- | ---- |  | --------------------- | - | - | - | - |
| 1    | Grande-Bretagne | 0   | 0 | 0 | 0 | 0  | 0  |      |  | Grande-Bretagne       |   | - | - | - |
| 2    | Italie          | 0   | 0 | 0 | 0 | 0  | 0  |      |  | Italie                | - |   | - | - |
| 3    | Islande         | 0   | 0 | 0 | 0 | 0  | 0  |      |  | Islande               | - | - |   | - |
| 4    | Lituanie        | 0   | 0 | 0 | 0 | 0  | 0  |      |  | Lituanie              | - | - | - |   |

##### Groupe E
| Rang | Équipe       | Pts | J | G | P | Pp | Pc | Diff |  | Résultats (dom.\ext.) |   |   |   |   |
| ---- | ------------ | --- | - | - | - | -- | -- | ---- |  | --------------------- | - | - | - | - |
| 1    | 1er Groupe G | 0   | 0 | 0 | 0 | 0  | 0  |      |  | 1er Groupe G          |   | - | - | - |
| 2    | Allemagne    | 0   | 0 | 0 | 0 | 0  | 0  |      |  | Allemagne             | - |   | - | - |
| 3    | Israël       | 0   | 0 | 0 | 0 | 0  | 0  |      |  | Israël                | - | - |   | - |
| 4    | Chypre       | 0   | 0 | 0 | 0 | 0  | 0  |      |  | Chypre                | - | - | - |   |

##### Groupe  F
| Rang | Équipe       | Pts | J | G | P | Pp | Pc | Diff |  | Résultats (dom.\ext.) |   |   |   |   |
| ---- | ------------ | --- | - | - | - | -- | -- | ---- |  | --------------------- | - | - | - | - |
| 1    | Lettonie     | 0   | 0 | 0 | 0 | 0  | 0  |      |  | Lettonie              |   | - | - | - |
| 2    | Pologne      | 0   | 0 | 0 | 0 | 0  | 0  |      |  | Pologne               | - |   | - | - |
| 3    | 2e Groupe F  | 0   | 0 | 0 | 0 | 0  | 0  |      |  | 2e Groupe F           | - | - |   | - |
| 4    | 1er Groupe F | 0   | 0 | 0 | 0 | 0  | 0  |      |  | 1er Groupe F          | - | - | - |   |

##### Groupe G
| Rang | Équipe      | Pts | J | G | P | Pp | Pc | Diff |  | Résultats (dom.\ext.) |   |   |   |   |
| ---- | ----------- | --- | - | - | - | -- | -- | ---- |  | --------------------- | - | - | - | - |
| 1    | 2e Groupe E | 0   | 0 | 0 | 0 | 0  | 0  |      |  | 2e Groupe E           |   | - | - | - |
| 2    | France      | 0   | 0 | 0 | 0 | 0  | 0  |      |  | France                | - |   | - | - |
| 3    | Belgique    | 0   | 0 | 0 | 0 | 0  | 0  |      |  | Belgique              | - | - |   | - |
| 4    | Finlande    | 0   | 0 | 0 | 0 | 0  | 0  |      |  | Finlande              | - | - | - |   |

##### Groupe H
| Rang | Équipe   | Pts | J | G | P | Pp | Pc | Diff |  | Résultats (dom.\ext.) |   |   |   |   |
| ---- | -------- | --- | - | - | - | -- | -- | ---- |  | --------------------- | - | - | - | - |
| 1    | Slovénie | 0   | 0 | 0 | 0 | 0  | 0  |      |  | Slovénie              |   | - | - | - |
| 2    | Tchéquie | 0   | 0 | 0 | 0 | 0  | 0  |      |  | Tchéquie              | - |   | - | - |
| 3    | Suède    | 0   | 0 | 0 | 0 | 0  | 0  |      |  | Suède                 | - | - |   | - |
| 4    | Estonie  | 0   | 0 | 0 | 0 | 0  | 0  |      |  | Estonie               | - | - | - |   |

#### Second tour

###### Groupe I
| Rang | Équipe | Pts | J | G | P | Pp | Pc | Diff |  | Résultats (dom.\ext.) |   |   |   |   |   |   |
| ---- | ------ | --- | - | - | - | -- | -- | ---- |  | --------------------- | - | - | - | - | - | - |
| 1    | A1     | 0   | 0 | 0 | 0 | 0  | 0  |      |  | A1                    |   | - | - | - | - | - |
| 2    | A2     | 0   | 0 | 0 | 0 | 0  | 0  |      |  | A2                    | - |   | - | - | - | - |
| 3    | A3     | 0   | 0 | 0 | 0 | 0  | 0  |      |  | A3                    | - | - |   | - | - | - |
| 4    | B1     | 0   | 0 | 0 | 0 | 0  | 0  |      |  | B1                    | - | - | - |   | - | - |
| 5    | B2     | 0   | 0 | 0 | 0 | 0  | 0  |      |  | B2                    | - | - | - | - |   | - |
| 6    | B3     | 0   | 0 | 0 | 0 | 0  | 0  |      |  | B3                    | - | - | - | - | - |   |

###### Groupe J
| Rang | Équipe | Pts | J | G | P | Pp | Pc | Diff |  | Résultats (dom.\ext.) |   |   |   |   |   |   |
| ---- | ------ | --- | - | - | - | -- | -- | ---- |  | --------------------- | - | - | - | - | - | - |
| 1    | C1     | 0   | 0 | 0 | 0 | 0  | 0  |      |  | C1                    |   | - | - | - | - | - |
| 2    | C2     | 0   | 0 | 0 | 0 | 0  | 0  |      |  | C2                    | - |   | - | - | - | - |
| 3    | C3     | 0   | 0 | 0 | 0 | 0  | 0  |      |  | C3                    | - | - |   | - | - | - |
| 4    | D1     | 0   | 0 | 0 | 0 | 0  | 0  |      |  | D1                    | - | - | - |   | - | - |
| 5    | D2     | 0   | 0 | 0 | 0 | 0  | 0  |      |  | D2                    | - | - | - | - |   | - |
| 6    | D3     | 0   | 0 | 0 | 0 | 0  | 0  |      |  | D3                    | - | - | - | - | - |   |

###### Groupe K
| Rang | Équipe | Pts | J | G | P | Pp | Pc | Diff |  | Résultats (dom.\ext.) |   |   |   |   |   |   |
| ---- | ------ | --- | - | - | - | -- | -- | ---- |  | --------------------- | - | - | - | - | - | - |
| 1    | E1     | 0   | 0 | 0 | 0 | 0  | 0  |      |  | E1                    |   | - | - | - | - | - |
| 2    | E2     | 0   | 0 | 0 | 0 | 0  | 0  |      |  | E2                    | - |   | - | - | - | - |
| 3    | E3     | 0   | 0 | 0 | 0 | 0  | 0  |      |  | E3                    | - | - |   | - | - | - |
| 4    | F1     | 0   | 0 | 0 | 0 | 0  | 0  |      |  | F1                    | - | - | - |   | - | - |
| 5    | F2     | 0   | 0 | 0 | 0 | 0  | 0  |      |  | F2                    | - | - | - | - |   | - |
| 6    | F3     | 0   | 0 | 0 | 0 | 0  | 0  |      |  | F3                    | - | - | - | - | - |   |

###### Groupe L
| Rang | Équipe | Pts | J | G | P | Pp | Pc | Diff |  | Résultats (dom.\ext.) |   |   |   |   |   |   |
| ---- | ------ | --- | - | - | - | -- | -- | ---- |  | --------------------- | - | - | - | - | - | - |
| 1    | G1     | 0   | 0 | 0 | 0 | 0  | 0  |      |  | G1                    |   | - | - | - | - | - |
| 2    | G2     | 0   | 0 | 0 | 0 | 0  | 0  |      |  | G2                    | - |   | - | - | - | - |
| 3    | G3     | 0   | 0 | 0 | 0 | 0  | 0  |      |  | G3                    | - | - |   | - | - | - |
| 4    | H1     | 0   | 0 | 0 | 0 | 0  | 0  |      |  | H1                    | - | - | - |   | - | - |
| 5    | H2     | 0   | 0 | 0 | 0 | 0  | 0  |      |  | H2                    | - | - | - | - |   | - |
| 6    | H3     | 0   | 0 | 0 | 0 | 0  | 0  |      |  | H3                    | - | - | - | - | - |   |